# مقاومة النباتات للأمراض

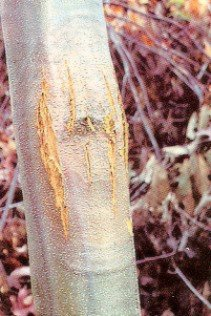

تحمي مقاومة النباتات للأمراض أو مقاومة متصالبة أو مشتركة النباتات من الإمراضية بطريقتين: عبر البنية والمواد الكيميائية المعدة مسبقًا، وعبر استجابة الجهاز المناعي المحرضة بالخمج وهي متعلقة بالنبات العرضة للمرض.
مقاومة المرض هي تخفيض نمو العوامل الممرضة على أو ضمن النبات (وبالتالي التقليل من المرض)، بينما يشرح مصطلح تحمل المرض النباتات التي يظهر عليها تأذّ خفيف نتيجة المرض عوضًا عن مستويات قوية من الإمراضية ويتم تحديد نتيجة المرض من خلال تفاعل ثلاثي الطرق بين العامل الممرض والنبات والظروف البيئية (ما يعرف باسم ثلاثي المرض).
من الممكن أن تنتقل الجزيئات الفعالة دفاعيًا من خلية إلى أخرى وبشكل جهازي من خلال الجهاز الوعائي للنبات، ومع ذلك فالنباتات لا تملك خلايا مناعية دورانية ولذلك فمعظم أنواع الخلايا تظهر مجموعة واسعة من الدفاعات المضادة للعوامل الممرضة، وعلى الرغم من أنه يمكن ملاحظة اختلافات بكمية واضحة في مقاومة النبات للمرض عند مقارنة عدة عينات، ولكن من الممكن ملاحظة اختلافات بكمية متدرجة في مقاومة النبات للأمراض بين ذراري النبات أو النمط الجيني، تقاوم النباتات بعض العوامل الممرضة بشكل متماسك ولكن تستسلم لبعضها الآخر، حيث تكون المقاومة نوعية عادةً لنوع معين من العوامل أو الذراري الممرضة.

## خلفية
مقاومة النباتات للأمراض هي أمر ضروري من أجل إنتاج موثوق للطعام وتؤمن تخفيضًا هامًا في استخدام المُزارع للأرض والماء والوقود والمستهلكات الأخرى. تحمل النباتات في كل من البيئات الطبيعية أو المحروثة مقاومة موروثة للمرض ولكن هذه المقاومة لا تحميها على الدوام.
من الممكن أن تنتقل العوامل الممرضة للنباتات بشكل سريع عبر مسافات كبيرة محمولة بالماء والرياح والحشرات والإنسان، وعبر مناطق كبيرة وعدة أنواع من المحاصيل، وقد قُدر أن المرض بشكل نموذجي يقلل من محصول النبات بمقدار 10% كل سنة في البلدان الأكثر تطورًا أو الأنظمة الزراعية  ولكن خسارة المحصول نتيجة المرض غالبًا ما تتجاوز الـ  20% في الدول الأقل تطورًا.
ومع ذلك، فالسيطرة على المرض ناجحة على نحو معقول من أجل معظم المحاصيل، والتي يتم الوصول لها عبر استخدام النباتات التي أنتجت مقاومة جيدة للعديد من الأمراض ومن خلال طرق الزراعة مثل تدوير المحاصيل واستخدام البذور الخالية من العوامل الممرضة وتوقيت الزراعة المناسب وكثافة النباتات والتحكم في رطوبة الحقل واستخدام المبيدات الحشرية.

## آليات شائعة لمقاومة المرض

### المكونات والبنى المشكلة مسبقًا
- سطح أو بشرة النبات.
- جدار الخلية النباتية.
- المواد الكيميائية المضادة للعوامل الخامجة.
- البروتينات المضادة للعوامل الخامجة.
- المثبطات الإنزيمية.
- الإنزيمات نازعة السمية التي تحطم ذيفانات العوامل الممرضة.
- المستقبلات التي تنتبه لوجود العوامل الخامجة وتفعل دفاعات النبات القابلة للتحريض.[4]

### دفاعات النبات القابلة للتحريض بعد الخمج
- تقوية جدار الخلية (السيليلوز واللينين والسوبرين وبروتينات الجدار الخلوي).[5]
- المواد الكيميائية المضادة للعوامل الخامجة والتي تتضمن المواد الحاوية على الأكسجين المُرجع مثل بيروكسيداز الهيدروجين أو بيروكسينيتريت أو دواحر نباتية أكثر تعقيدًا مثل الجينيستين والكاماليكسين.
- البروتينات المضادة للعوامل الخارجية مثل الديفينسينس والثيونينس أو PR-1.
- الإنزيمات المضادة للعوامل الخامجة مثل البيروكسيداز والبيتا غلوكيناز والكيتيناز.
- الاستجابة مفرطة الحساسية؛ موت سريع لخلايا المضيف مرتبطة مع دفاع متواسط بالمورثات المقاومة (Bryant, Tracy 2008).

## الجهاز المناعي
يحمل الجهاز المناعي للنبات طبقتين متصلتين من المستقبلات، الأولى تستشعر الجزيئات خارج الخلية والثانية تستشعر الجزيئات داخل الخلية، كلا الجهازين يستشعر وجود الأجسام الغريبة ويستجيب عبر تفعيل الدفاعات المضادة للعوامل الخامجة في الخلية المخموجة والخلايا المجاورة لها، في بعض الحالات تنتشر إشارات تفعيل الدفاعات إلى بقية خلايا النبات أو حتى إلى النباتات المجاورة، كلا الجهازين يكتشف أنواعًا مختلفة من الجزيئات الخامجة وأصناف بروتينات المستقبلات النباتية.
إن تفعيل مستقبلات الطبقة الأولى ينتج عنه المناعة المحرضة بالنمط وتفعيل مستقبلات الطبقة الثانية ينتج عنه المناعة المحرضة بالمؤثر وبالإضافة إلى هذين النوعين من المناعة من الممكن أن تتفعل دفاعات الخلية عبر استشعار الأذية المرتبطة بمكونات النبات مثل بروتينات الجدار الخلوي المتحررة خلال عملية خمج العامل الممرض.
تتضمن الاستجابة المحرضة (المناعة المحرضة بالنمط والمناعة المحرضة بالمؤثر) فتح الأقنية الشاردية (أقنية الكهارل) والانفجار التأكسدي وتغيرات في عمليتي الإرجاع والأكسدة الخلويتين أو شلال بروتين كيناز الذي يفعل بشكل مباشر تغيرات خلوية (مثل تغيرات في جدار الخلية أو إنتاج لمواد مضادة للعوامل الممرضة) أو تفعيل تغيرات في التعبير المورثي والتي تنشط بعدها استجابات دفاعية أخرى.
يظهر الجهاز المناعي للنبات بعض التشابهات في آلية العمل مع الجهاز المناعي للحشرات والثدييات، ولكن أيضًا يظهر العديد من الخصائص الخاصة بالنباتات، إن الطبقتين المشروحتين مسبقًا هما طبقتين رئيستين بالنسبة لمناعة النبات ولكن لا تعبران بشكل كامل عن الجهاز المناعي الخاص بالنبات.

### المناعة المحرضة بالنمط
إن الدفاع المحرض بهذه الطريقة كافٍ لرد معظم العوامل الممرضة، ومع ذلك فإن بروتينات العامل الممرض المؤثرة تتكيف مع كبت الدفاع الأساسي مثل المناعة المحرضة بالنمط.

### المناعة المحرضة بالمؤثر
يتم تفعيل المناعة المحرضة بالمؤثر عبر وجود المواد المؤثرة من العامل الممرض، وتعتمد هذه الاستجابة المناعية على المورثات R ويتم تفعيلها من خلال ذراري ممرضة نوعية، وتسبب المناعة المحرضة بالمؤثر عادةً استجابة استماتية مفرطة الحساسية.

## آليات معزولة لمقاومة الأمراض

### استشعار وجود العامل الممرض
يتم تفعيل إشارات دفاع النبات من خلال المستقبلات التي تكشف وجود العامل الممرض، تتنبه هذه المستقبلات بشكل متكرر عند إنتاج أكسيد النتريت والأكسجين المرجع وتدفق كهارل الكالسيوم والبوتاسيوم والبروتينات والمستويات المتغيرة من حمض السالسيليك والهرمونات الأخرى وتفعيل بعض البروتين كيناز النوعي، تؤدي هذه الأحداث بدورها إلى تعديل في البروتينات التي تتحكم باستنساخ المورثات وتفعيل التعبير الجيني المرتبط بدفاع المضيف.

### عوامل الاستنساخ والاستجابة الهرمونية
تم تحديد مشاركة عدد كبير من الجينات والبروتينات والجزيئات في تنبيغ إشارة دفاع النبات، يساعد الهيكل الخلوي وحركة الحويصلة في توجيه الاستجابة الدفاعية للنبات تجاه نقطة هجوم العامل الممرض.

### آليات عمل عوامل الاستنساخ والهرمونات
يتم تنظيم تفعيل الجهاز المناعي للنبات في جزء منه عبر هرمونات الإشارة مثل:
- حمض السالسيليك
- حمض الجاسمونيك
- الإيثيلين

وقد يكون هناك تداخل أساسي بين هذه الطرق.

### التنظيم عبر التدرك
كما في عدة طرق لتنبيغ الإشارة، من الممكن أن يتم تنظيم التعبير الجيني للنبات أثناء الاستجابة المناعية عبر التدرك، وهذا عادةً ما يحدث عندما يرتبط هرمون إلى مستقبلات هرمونية ما يؤدي إلى تفعيل تدرك من البروتينات الكابحة التي تحصر التعبير الجيني لعدة مورثات، النتيجة النهائية هي تعبير جيني مفعل بالهرمون.

## زراعة نباتات مقاومة للأمراض
يؤكد زارعو النباتات على انتقاء وتطوير صفوف النبات المقاوم للأمراض، ومن الممكن التحكم بمرض النبات بشكل جزئي من خلال استخدام المبيدات الحشرية أو من خلال القيام ببعض الممارسات الزراعية مثل تدوير المحاصيل والحراثة وكثافة الزرع والبذور الخالية من الأمراض وتنظيف الأدوات، إلا أنه بشكل عام يفضل المزارعون استخدام أنواع النبات المعدل وراثيًا لكي يقاوم المرض.
تتضمن أساليب الزراعة المقاومة للمرض ما يلي:
- تحديد النباتات التي قد تكون مرغوبة بشكل أقل من بعض النواحي ولكنها تحمل سمات مفيدة مقاومة للمرض، بما في ذلك صفوف النباتات البرية التي تؤدي إلى تعزيز المقاومة.
- تجاوز صنف مرغوب ولكن عرضة للمرض إلى نبات يكون هو مصدر للمقاومة.
- تنمية نباتات مرشحة للزراعة في ظروف مساعدة على المرض ومن الممكن أن تتضمن هذه الظروف التلقيح ضد العامل الممرض، ويجب أن ننتبه إلى العوامل الممرضة النوعية المعزولة من أجل تحديد المتغيرات من خلال نوع مفرد من العامل الممرض.
- اختيار نباتات مقاومة للمرض تملك بعض السمات المرغوبة الأخرى مثل المحصول والنوعية وسمات أخرى مقاومة للمرض.[16]

توصف المقاومة بأنها متينة وثابتة في حال استمرت فعاليتها لعدة سنوات من انتشار العامل الممرض، تُعد المقاومة العامودية نوعية لبعض السلالات أو الذراري من أصناف العوامل الممرضة، وهي عادةً ما يتم التحكم بها من خلال مورثات R المعزولة ومن الممكن أن تكون أقل ثباتًا، تكون المقاومة الأفقية أو المقاومة واسعة الطيف ضد كل أنواع العوامل الممرضة عادةً فعالة بشكل منقوص ولكن تكون أكثر ثباتًا ويتم التحكم بها عادةً من خلال عدة مورثات تفصل ما بين المزروعات.

### مقاومة المرض المعدلة وراثيًا
يستخدم مصطلح (معدل وراثيًا) عادةً للإشارة إلى النباتات المعدلة باستخدام تقنيات الـ  DNA المأشوب، ولقد أظهرت النباتات المقاومة للمرض المعدلة وراثيًا ضد عضات الحشرات نجاحًا شديدًا كمنتجات تجارية وبشكل خاص نباتي القطن والذرة، ويتم زرعها سنويًا فيما يصل إلى 20 مليون هكتار في حوالي 20 دولة حول العالم ، ظهرت مقاومة النبات للمرض المعدلة وراثيًا ضد العوامل الممرضة الخمجية لأول مرة عام 1986.

## الأوبئة والكثافة البيولوجية
تتصف المزروعات الأصلية عادةً بتنوع جوهري في النمط الجيني والمزروعات المبعثرة (مزروعة بشكل مختلط مع العديد من أنواع النباتات الأخرى).
وهي أيضًا لديها تحمل للتطور المشترك للنباتات والعوامل الممرضة، وانطلاقًا من ذلك وبما أن العوامل الممرضة الجديدة لا تتطور فإن هذه المزروعات عادة تبدي معدلًا منخفضًا للأوبئة الإمراضية الشديدة.
يوفر النظام الزراعي أحادي المحصول بيئة نموذجية لتطور العوامل الممرضة، لأنه يوفر كثافة عالية من النماذج المستهدفة مع نمط جيني مشابه أو مطابق، وإن زيادة التنقل الناتجة عن الأنظمة الحديثة للنقل توفر للعوامل الممرضة الوصول إلى أهداف محتملة أكثر.، من الممكن أن تبدل تغيرات المناخ من المجال الجغرافي القابل للحياة لأنواع العوامل الممرضة وتسبب بعض الأمراض لتصبح مشكلة في مناطق كانت فيها هذه الأمراض سابقًا أقل أهمية.
تجعل هذه العوامل الزراعة الحديثة أكثر عرضة للأوبئة المرضية، تتضمن الحلول الشائعة زرعًا مستمرًا لمقاومة المرض واستخدام المبيدات الحشرية ومعاينة وفحص الحدود وتقييد عملية استيراد النباتات، والمحافظة على تنوع وراثي كبير ضمن الحوض الوراثي للمحاصيل، ومراقبة مستمرة من أجل تسريع البدء بالاستجابات المناسبة. يكون لدى بعض أنواع العوامل الممرضة قدرة أكبر للتغلب على مقاومة النبات للمرض مقارنة بالأنواع الأخرى، عادةً ما يكون ذلك بسبب تطورها السريع وانتشارها الواسع.